# Pinterville
 Pinterville  là một xã thuộc tỉnh Eure trong vùng Normandie miền bắc nước Pháp.